# Onobrychis ptolemaica
Onobrychis ptolemaica là một loài thực vật có hoa trong họ Đậu. Loài này được (Delile) DC. miêu tả khoa học đầu tiên.